# Арнольд Барбоза
Арнольд Барбоза-молодший (нар. 9 грудня 1991) — американський боксер-професіонал який виступає в першій напівсередній вазі. Тимчасовий чемпіон по версії WBO (2025–2025).